# Lenaje
Lenaje gr. Λήναια (Lḗnaia) – w starożytnej Grecji święta ku czci Dionizosa obchodzone w miesiącu Gamelion (styczeń–luty). W ich czasie odbywała się uroczysta procesja oraz zawody chórów komicznych i tragicznych; uczestniczące w obchodach kobiety wykonywały ekstatyczny taniec. W Atenach odbywał się agon dramatyczny, w czasie którego wystawiano dwie tragedie i pięć komedii.
Za organizację święta w Atenach odpowiadał archont basileus.
Nazwa święta pochodzi od słowa lenos (gr. ληνος) oznaczającego tłocznię do wyciskania winnych gron.